# Cronotrópico
Cronotropismo es un efecto que tienen algunas sustancias sobre el ritmo cardíaco. Aquellas que son cronotrópicos positivos, aceleran la frecuencia cardíaca, mientras que los que tienen un efecto cronotrópico negativo producen disminución de la frecuencia cardíaca. Por ejemplo, el sistema nervioso simpático produce taquicardia por lo que es cronotrópico positivo, en cambio el sistema nervioso parasimpático es cronotrópico negativo porque disminuye la frecuencia cardíaca.

## Canales de sodio
El ritmo del corazón se produce, en condiciones no patológicas, en una agrupación de células conocida como el nódulo sinusal. Estas células tienen un tipo de proteínas de membrana denominadas canales de sodio . Son canales de sodio-potasio, que se encuentran abiertos cuando los canales de sodio típicos de cualquier célula estarían cerrados. Esto provoca una lenta despolarización de la célula hasta el potencial umbral, a partir del cual se origina la contracción del corazón. Así, los canales de sodio regulan la frecuencia de las contracciones cardíacas.
Las sustancias cronótropas son aquellas que promueven la apertura de los canales de sodio "funny" (If) y así, la rápida despolarización y el aumento de la frecuencia cardíaca.  Con el envejecimiento se produce una disminución en la respuesta cronotrópica, mediada por estímulo β-adrenérgico, la cual se debe a un incremento transitorio del calcio intracelular que es necesario para la contracción muscular.